# Таваалты
Таваалты (азерб. Tavaaltı adası; устар. Подплиточный) — необитаемый остров в Апшеронском заливе Каспийского моря, близ средне-восточного побережья Азербайджана. Административно относится к Пираллахинскому району Азербайджана.
Один из островов Апшеронского архипелага. Поблизости находится несколько мелких островов. К северу от Таваалты расположен остров Бёюк-Тава. Рельеф Таваалты — равнинный. Остров расположен на высоте −29 метров над уровнем моря.